# Franciszek III d’Este
Franciszek III Maria d’Este, Francesco III d’Este (ur. 2 lipca 1698, zm. 22 lutego 1780) – książę Modeny i Reggio od roku 1737 do swojej śmierci.
Był synem księcia Rinaldo i Charlotty Felicji von Brunswick-Lüneburg. Urodził się w Modenie. Podczas jego rządów księstwo było wyczerpane po licznych wojnach (o sukcesję hiszpańską, polską i austriacką), zmuszone było sprzedać najbardziej wartościowe i drogocenne prace z Galerii Estense. Franciszek III był ostrożnym administratorem, jednak większa część władzy znajdowała się w rękach Austriaka Beltrame Cristiani. Wśród osiągnięć Franciszka znajdują się m.in. renowacja zespołu miejskiego Modeny i wybudowanie Via Vandelli, łączącej miasto z Toskanią.
Franciszek zmarł w 1780, w swojej willi w Varese.

## Małżeństwo

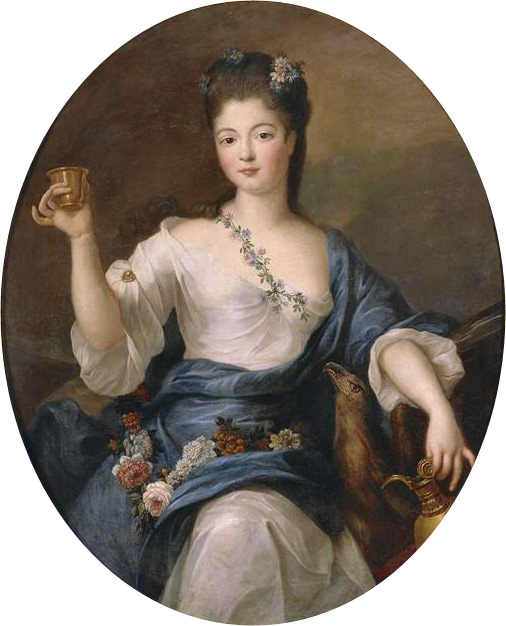
Charlotta Aglae Orleańska

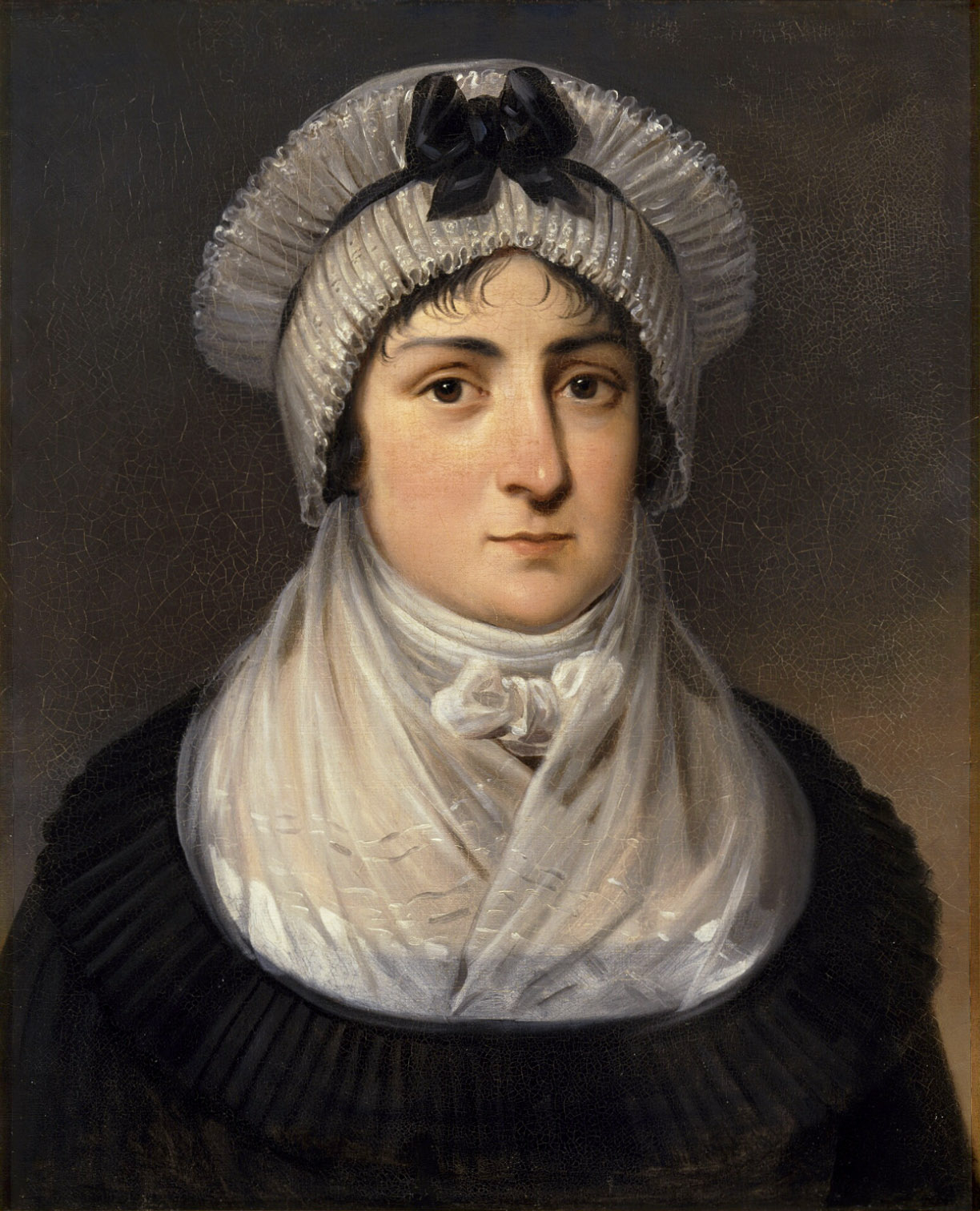
Maria Fortunata d’Este

W 1721 poślubił Charlottę Aglae Orleańską (1700–1761), córkę regenta Francji – Filipa II Burbona, księcia Orleanu. Para miała dziewięcioro dzieci:
- Alfonsa (1723–1725),
- Franciszka Konstantyna (1724–1725),
- Marię Teresę Felicję (1726–1754), żonę Ludwika Jana Marii Burbona, księcia Penthièvre,
- Ercole III Rinaldo (1727–1803), kolejnego księcia Modeny,
- Matyldę (1729–1803),
- Beatrice (1731–1736),
- Marię Fortunatę (1734–1803), żonę Ludwika Franciszka II Burbona, księcia Conti,
- Benedykta Filipa (1736–1751),
- Marię Elżbietę (1741–1774).

Po śmierci Charlotty Aglae, Franciszek żenił się jeszcze dwukrotnie morganatycznie, z Teresą Castelberco i Renatą Teresą d'Harrach. Miał również dwóch nieślubnych synów:
- Franciszka Marię Tesde (1743–1821), biskupa Reggio,
- Fryderyka Tesde (1745–1820).